# Hering im Pelzmantel

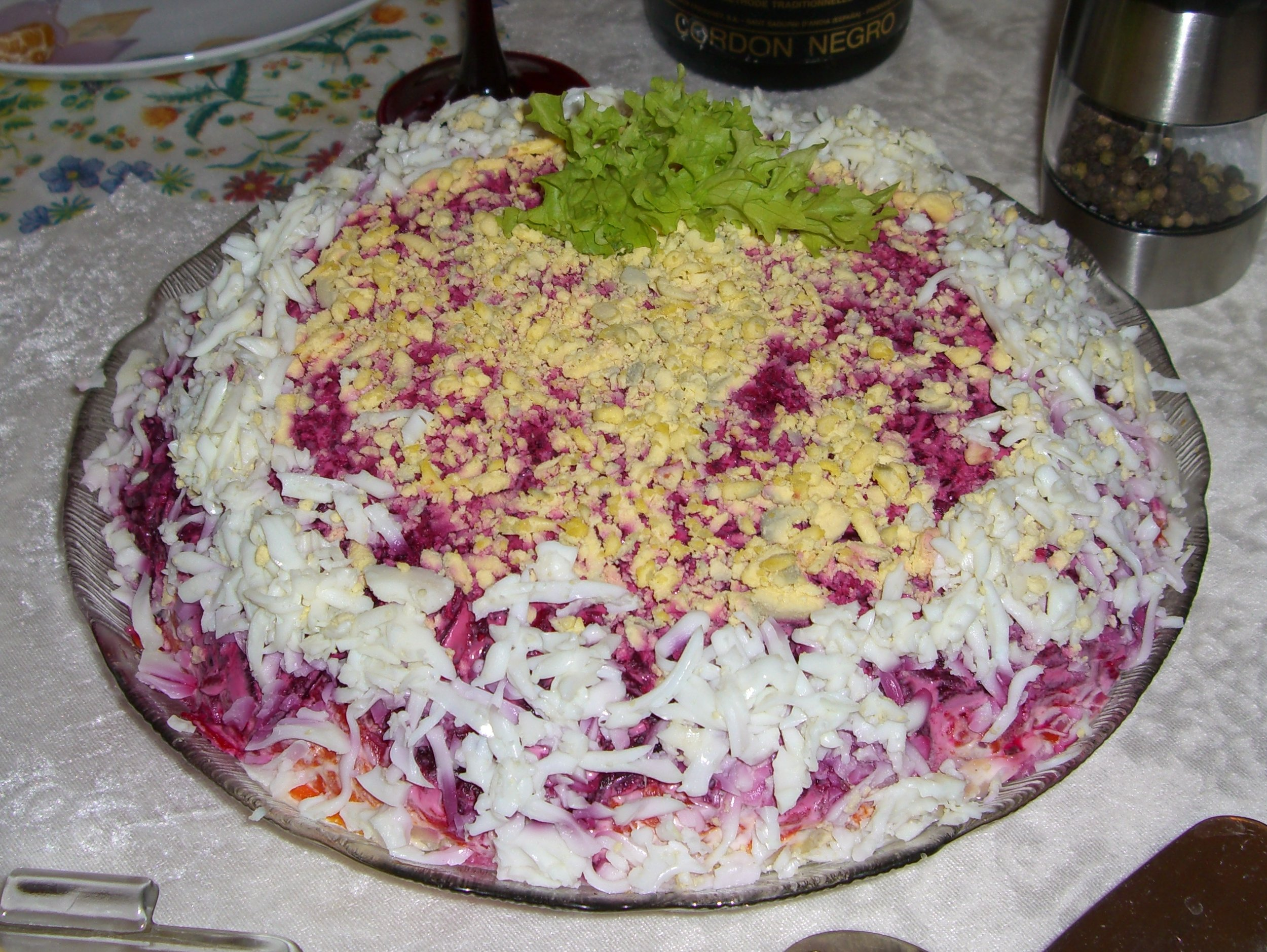
Hering im Pelzmantel

Hering im Pelzmantel (auch Hering unter dem Pelzmantel; russisch селёдка под шубой seljodka pod schuboi) ist ein Schichtsalat, der aus gewürfeltem eingelegtem Salzhering besteht, der mit Schichten aus gehackten Zwiebeln, geriebenen gekochten Kartoffeln, gekochten Karotten, gekochten Eiern, gekochter Roter Bete und Mayonnaise bedeckt ist. Einige Varianten dieses Gerichts enthalten eine Schicht aus frisch geriebenem Apfel. Der Salat stammt eventuell aus der jüdischen Küche, aber der Legende nach wurde der Salat von einem Hotel- oder Cafébesitzer namens Anastas Bogomilow erfunden.
Die oberste Schicht besteht aus geriebener gekochter Roter Bete, die mit Mayonnaise überzogen wird. Sie verleiht dem Salat seine charakteristische satte violette Farbe. Hering im Pelzmantel wird oft mit geriebenen gekochten Eiern und Scheiben von Roter Bete dekoriert.
In Russland, der Ukraine, Belarus und anderen Ländern der ehemaligen UdSSR ist Hering im Pelzmantel besonders an Feiertagen beliebt. Er wird in Belarus, Russland und Kasachstan bei Neujahrs- und Weihnachtsfeiern serviert.